# Lutom (wieś w województwie pomorskim)
Lutom – wieś  w Polsce położona w województwie pomorskim, w powiecie chojnickim, w gminie Czersk.
Wieś borowiacka na obszarze Tucholskiego Parku Krajobrazowego, 13 km na północ od Tucholi,  wchodzi w skład sołectwa Zapędowo.
W latach 1954–1959 wieś należała i była siedzibą władz gromady Lutom, po jej zniesieniu w gromadzie Rytel. W latach 1975–1998 miejscowość administracyjnie należała do województwa bydgoskiego.

## Historia
Wieś odnotowana w dokumentach źródłowych w roku 1355 jako Sylostri. Około 1400 w brzmieniu Sillistry. Jako Luthomye pojawia się w zapisach z 1534 roku. Słownik geograficzny Królestwa Polskiego z roku 1884 opisuje Luttom (Lutomie) jako 3 miejscowości opodal siebie leżące, z których Luttom to stara królewska leśniczówka należąca do nadleśnictwa Woziwoda. Za czasów Polskich jak podaje nota  należała do dóbr starostwa  tucholskiego. Lustracja tego starostwa z roku 1570 podaje także, że wieś Luttom ma włók 20, w tym  Michał Lutomski trzyma włók 5, a ogrodnik Wojciech Lutomski także włók 5. Stanisław Lutomski posiadał folwark, a na osobnym miejscu trzech osadników i jednego ogrodnika.